# Salaheddine Mezouar

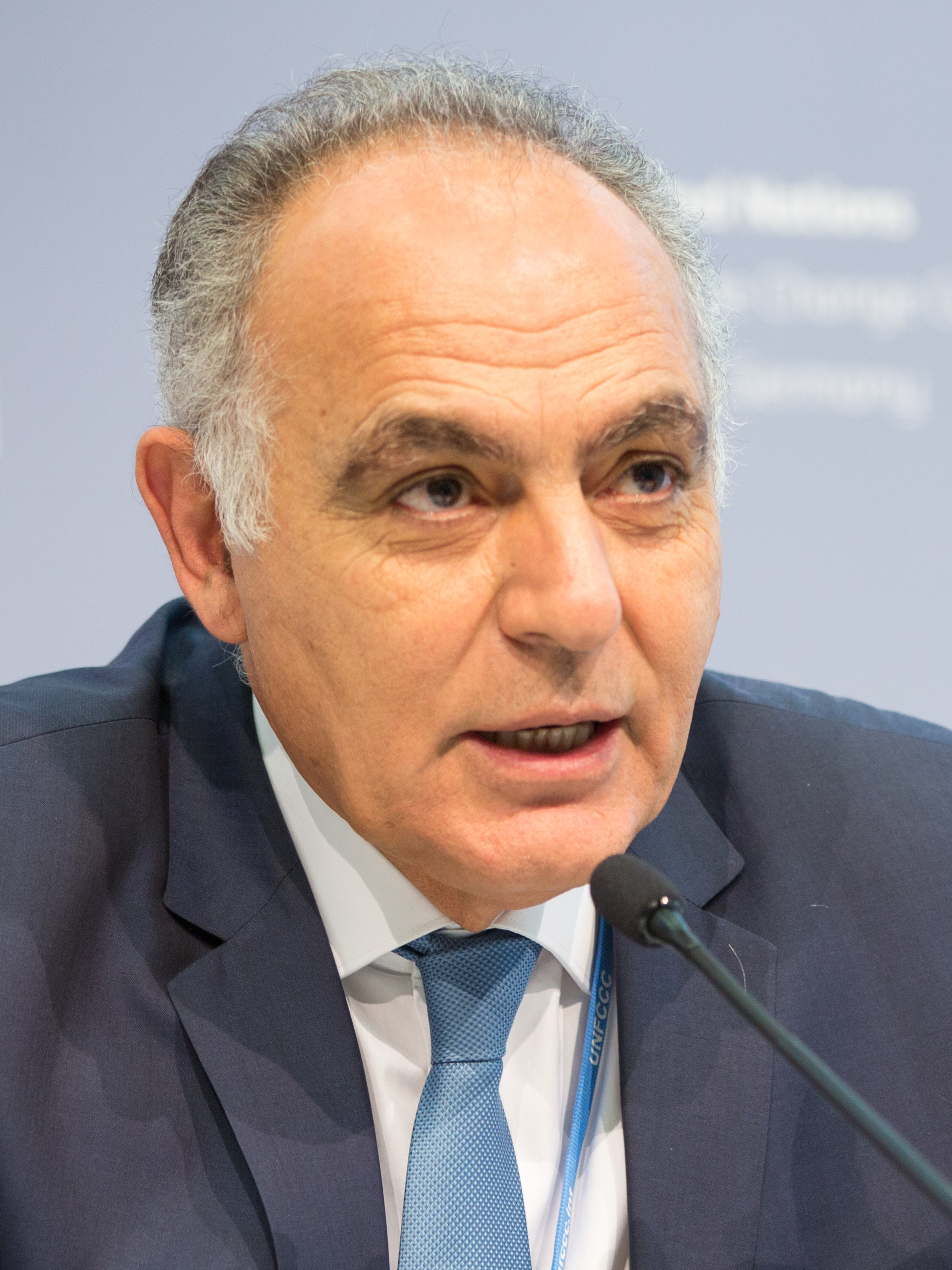
Salaheddine Mezouar während der UN-Klimakonferenz 2016

Salaheddine Mezouar (* 1953 in Meknès) ist ein marokkanischer Politiker und gehört der Partei Nationale Sammlung der Unabhängigen an.

## Ausbildung und Karriere
Er hält einen Doktortitel in Wirtschaftswissenschaften der Universität Pierre Mendès-France Grenoble II und ein Diplom in Management der Hochschule für Wirtschaft und Business Administration (Institut supérieur de commerce et d'administration des entreprises) in Casablanca.
Von 2004 bis 2007 war Salaheddine Mezouar Minister für Industrie und Handel unter Premierminister Driss Jettou. Anschließend wurde er im Kabinett Abbas El Fassi Finanzminister. Für die Parlamentswahlen in Marokko 2011  rief er einen aus acht palastnahen liberalen Parteien bestehenden Demokratische Block ins Leben, um einen Wahlsieg der Partei für Gerechtigkeit und Entwicklung zu verhindern, was ihm jedoch nicht gelang.
Er war Außenminister seines Landes. Er wurde am 15. April 2017 von Nasser Bourita  abgelöst. Im November 2016 hatte er in dieser Funktion die Leitung der 22. UN-Klimakonferenz in Marrakesch 2016 (COP 22) inne.